# Понтијак (Мисури)
Понтијак (енгл. Pontiac) насељено је место без административног статуса у америчкој савезној држави Мисури.

## Демографија
По попису из 2010. године број становника је 175.
| Група             | 2000.    | 2010.       |
| Белци             | 0 (0,0%) | 168 (96,0%) |
| Афроамериканци    | 0 (0,0%) | 0 (0,0%)    |
| Азијати           | 0 (0,0%) | 0 (0,0%)    |
| Хиспаноамериканци | 0 (0,0%) | 3 (1,7%)    |
| Укупно            | 0        | 175         |